# Koriak Upaiga
Koriak Upaiga (13 de junio de 1987 en Mount Hagen) es un futbolista papú que juega como defensor en el Marist FC.

## Carrera
Comenzó en 2009 a jugar en el Hekari United, con el que ganó tres ediciones de la Telikom National League y la Liga de Campeones de la OFC 2009-10. En julio de 2012 abandonó su país y se sumó al Sunshine Coast Fire australiano, aunque en 2013 regresó al Hekari. En 2016 se incorporó al Marist FC de las Islas Salomón.

### Clubes
| Club                        | País               | Año             |
| --------------------------- | ------------------ | --------------- |
| Hekari United Football Club | Papúa Nueva Guinea | 2009 - 2012     |
| Sunshine Coast Fire         | Australia          | 2012            |
| Hekari United Football Club | Papúa Nueva Guinea | 2013 - 2016     |
| Marist FC                   | Islas Salomón      | 2016 - Presente |

### Selección nacional
Representó a Papúa Nueva Guinea en la Copa de las Naciones de la OFC 2012 y 2016.